# Amir Reza Amir Bakhtiar
 (août 2011).
Si vous disposez d'ouvrages ou d'articles de référence ou si vous connaissez des sites web de qualité traitant du thème abordé ici, merci de compléter l'article en donnant les références utiles à sa vérifiabilité et en les liant à la section « Notes et références ».
Amirreza Amir Bakhtiar (né en 1986 à Ahvaz) est un militant politique iranien. Il était à la tête du parti jeune d'Iran[Quoi ?] et du Front National Iranien au Khouzistan, une province d'Iran[réf. nécessaire].

## Biographie
Il est né dans la famille célèbre Bakhtiar. Ses grands-pères étaient Emam Gholi Khan Haji Ilkhani, le chef de la tribu des Bakhtiar et Amir Abdollah Tahmasebi, un célèbre commandant militaire[réf. nécessaire].

### Engagement
Il est connu pour être un opposant au régime islamique en Iran et un des porteurs des idées du Dr Shapour Bakhtiar qu'il a idéalisé comme un héros national lors de d'une interview avec l'organisation Voice of America'a Persian[Quoi ?] en 2004[réf. nécessaire].
En 2007, il écrit une lettre à Ali Khamenei l'invitant à accepter un referendum national sur la foi dans le régime islamique. À la suite de cela, il est arrêté par des agents du ministère des renseignements[réf. nécessaire].
Il est arrêté plus tard en 2009 pour avoir prononcé un discours dénonçant les bases de la République islamique en Iran[réf. nécessaire].

### Exil
Après l'élection présidentielle de 2009, Amirrez Amirbakhtiar fut menacé par les agents du régime islamique au Khouzestan, il est contraint de vivre caché durant un certain temps. Il finit par partir dans un premier temps au Kurdistan iranien puis à Paris où il vit actuellement[réf. nécessaire].